# Pływanie (film)
Floating (Pływanie) – amerykański melodramat w reżyserii Williama Rotha z 1999.

## Główne role
- Norman Reedus – Van
- Chad Lowe – Doug
- Will Lyman – ojciec Vana
- Sybil Temtchine – Julie
- Jonathan Quint – Jason
- Josh Marchette – Flip
- Rachel Reposa – Sarah
- Bruce Kenny – trener
- Adrienne Starrs – mama Douga
- Robert Harriell – Steve